# ペニー・ファージング

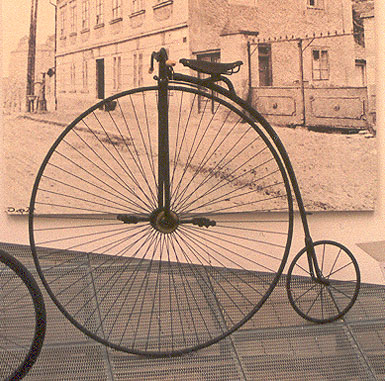
ペニー・ファージング型自転車。チェコの
シュコダ自動車博物館所蔵。

ペニー・ファージング（英: penny-farthing）あるいはハイ・ホイール・バイク（米語: high wheel bike）とは、19世紀後期に盛んに製作された自転車の設計。前輪と後輪の直径が大きく異なる。
ペニー・ファージングはイギリス英語であり、アメリカではhigh wheelerまたはhigh wheel bikeと呼ばれることが多い。この型の自転車が盛んに用いられた時代の終盤に「オーディナリー」（英: ordinary）とも呼ばれたが、この呼称は現代ではほぼ用いられない。

## 概要
前輪が巨大で後輪が相対的にかなり小さく、ペダルで前輪の車軸に直接トルクをかける駆動方式になっている。
全てを速度のために犠牲にした設計だったので、一定条件下での速度に関しては現在のロードバイクと比較しても遜色はなく、また無駄な部分がまるでないので100年前の乗り物とは思えないほど軽く、外観は洗練されている。
ただし、乗り降りに手間がかかり、低速では非常に不安定で、高速で走行していても道路の僅かな段差などでバランスを崩しそのまま転倒して頭を強打する危険性があった。
1870年に登場し、1890年に流行の最盛期を迎えるが、その後半から1900年にかけて衰退していった（#歴史を参照）。
危険も伴う乗り物だが、歓迎したのは中流階級のみで、労働者階級はペニー・ファージングを「交通を妨害する邪魔者」とみなした（自転車が階級を問わず幅広く受け入れられるのは、ペニー・ファージングの後に安全型自転車が登場してからであった）。

### 呼称
「ペニー・ファージング」の呼称は、直径の大きく異なる前後輪を、イギリスの1ペニー硬貨とファージング（1/4ペニー）硬貨に見立てたからである。米国の呼称「high wheeler」は、前輪の高さが極端に高いことに焦点を当てたものである。
「オーディナリー（オーディナリー型）」という旧称

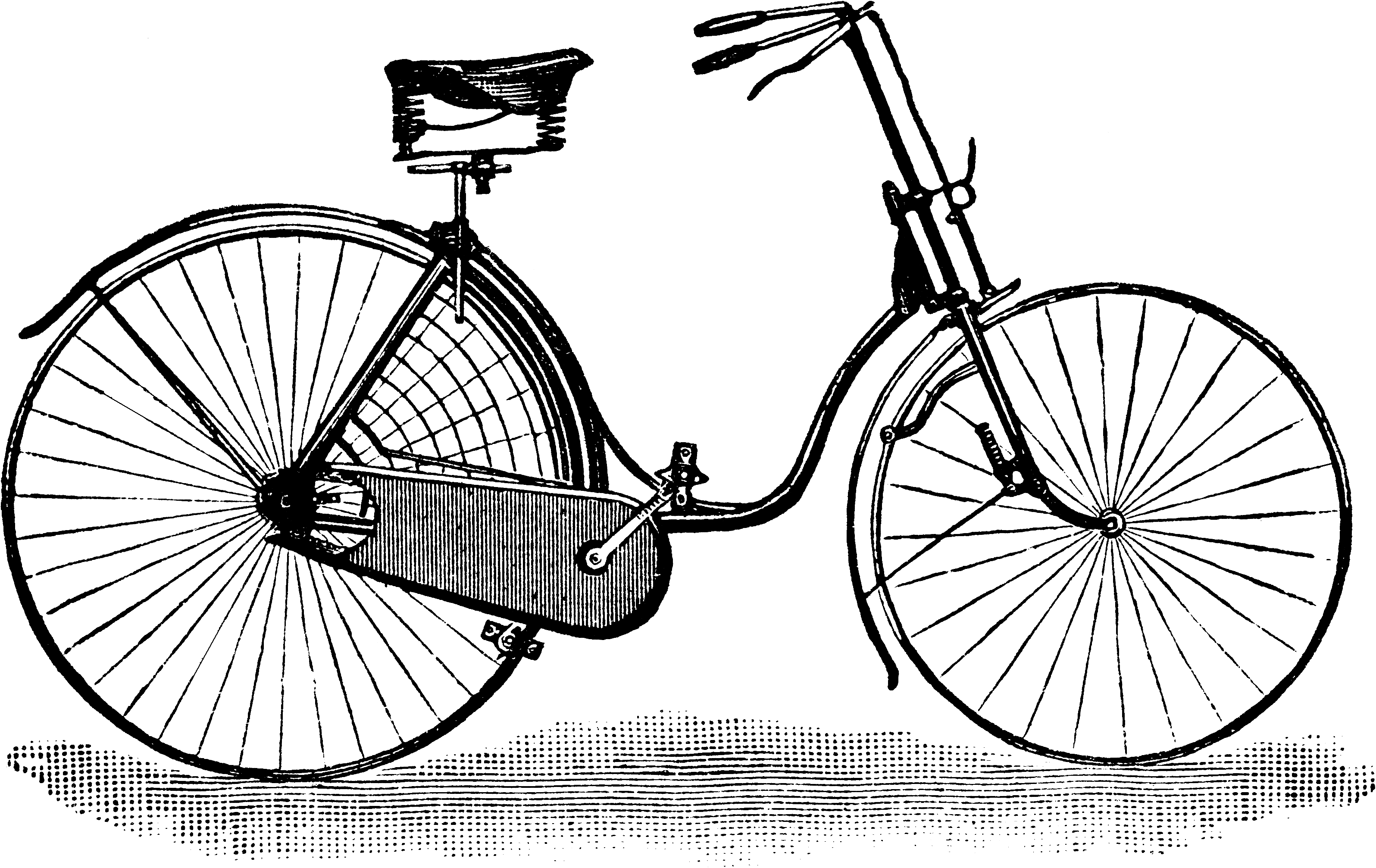
ペニー・ファージングの後に登場し、対比されたセーフティー型自転車

後に登場した「セーフティー型」と対比しつつ、ordinary（「オーディナリー型」）と呼ばれた時期がある。
当時、ペニー・ファージングが一般的な形態として認知されるほど普及しており、新進のセーフティー型と対比されていた状況を背景とする用法（レトロニム）であった。現在イギリスの辞書には「ordinary」の項に自転車の名称としての用法は見られない。
イギリスをはじめとするヤード・ポンド法圏で使われる、自転車のギア比計算の基準の一種に「ギアインチ（Gear Inch）」があり、「ギアインチ72.0」とは「クランク1回転あたりに進む距離が前輪直径72インチのペニー・ファージングと同じになるギア比」という意味であり、これは本来は、セーフティー型などの小径車輪と増速ギアを持つ自転車が、「どのサイズのペニー・ファージングに匹敵する速度を出し得るか」を示すものとして用いられた。
日本での「だるま型自転車」という呼称と国産化の試み
この自転車が持ち込まれた当時の日本では、その独特の姿を「だるま」に見立てて「だるま車」などとも呼ばれた。日本の鍛冶職人たちは、これに似せたものを作ること、手工業規模ながら国産化、を試み、こうした「模造品」も含めて「だるま車」「だるま型」と呼ばれたが、当時の日本の鍛冶の技術的限界により、国産品はペニー・ファージングを特徴づける機械工学的要素（後述）を獲得するまでは再現できていなかった。

## 歴史

### 登場

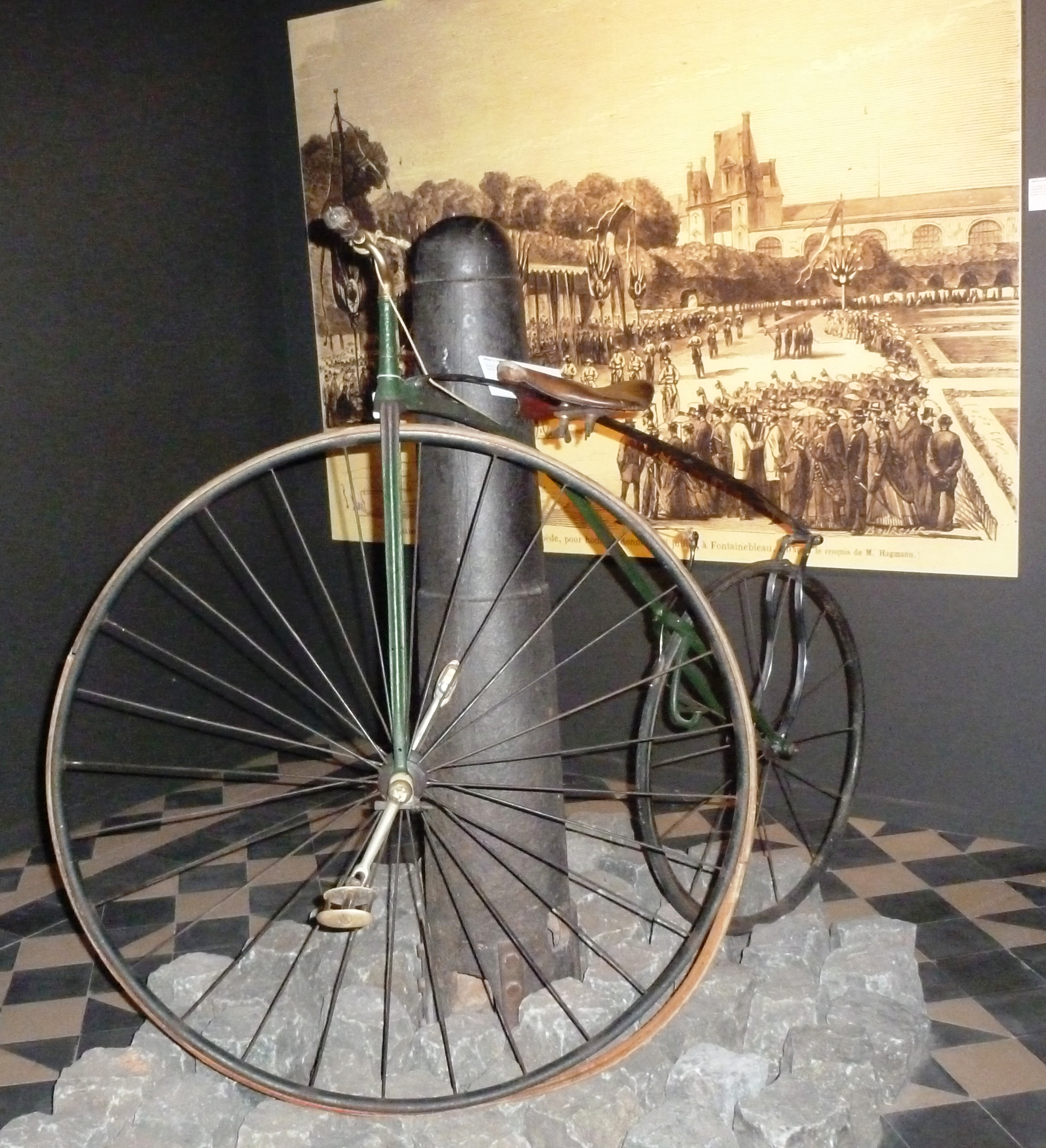
フランスの発明家ウジェーヌ・マイヤーによる自転車（1870年）

最初にペニー・ファージングの技術的特徴を備えた自転車を製作したのは、1869年にワイヤースポークホイールの特許を取得したフランスの発明家 ウジェーヌ・マイヤー（Eugène Meyer）である。その後1870年頃に、ジェームズ・スターレーとウィリアム・ヒルマンが設立した Coventry Machinists Co.  から発表されたアリエル号（Ariel）がヒット商品となった（これを受けて同社はアリエルをブランド名とした）。他の自転車製造者もこれに追従し、急速に普及した。そして1880年頃が最盛期となった。
自転車史における位置づけ、画期性、高度な工業技術の応用の開始
ペニー・ファージングは、近代的な製鉄技術と金属加工技術の洗練の成果を自転車の設計製作に本格的に取り入れたことでも、自転車史上のマイルストーンとなっている。ベロシペードでは当初木材を主要な構造材とし、後には鍛冶職人によって整形された鉄材がもちいられたが、ペニー・ファージングでは手作業での製作が困難な、工業的に生産された細い鋼鉄線を用いたワイヤースポークや、肉薄の鋼管、さらに加硫ゴム製のソリッドゴムタイヤ（solid rubber tire）が採用された。これらの要素なしでは巨大な車輪は非常に重く固い物となり、高速走行や乗り心地のよさの実現も不可能であった。後期のものにはボールベアリングの採用も見られ、ペニー・ファージングの形態が廃れたのちも、これらの技術は後の自転車に受け継がれている。
明治時代に日本で製作された「だるま型自転車」には、こうした当時の最新技術の再現は果たせていないものしか現存しておらず、丁寧な職人仕事をもってしても、その性能はベロシペードの域を大きく出るものではなかったと見られる。

### 流行、利用法、サイクリングクラブの設立
欠点も多いペニー・ファージングではあったが、個人が独力で高速を出せる新しい乗り物であったので、イギリスの中流階級の若い男性が飛びつき、サイクリングは危険を伴うスリリングなスポーツとして愛好された。
レース
このペニー・ファージング型自転車を使ってイギリス、フランス、アメリカなどでサイクリングや様々なレースが催された。この自転車はレースなどのスポーツ用途には最適だった。
集団サイクリング

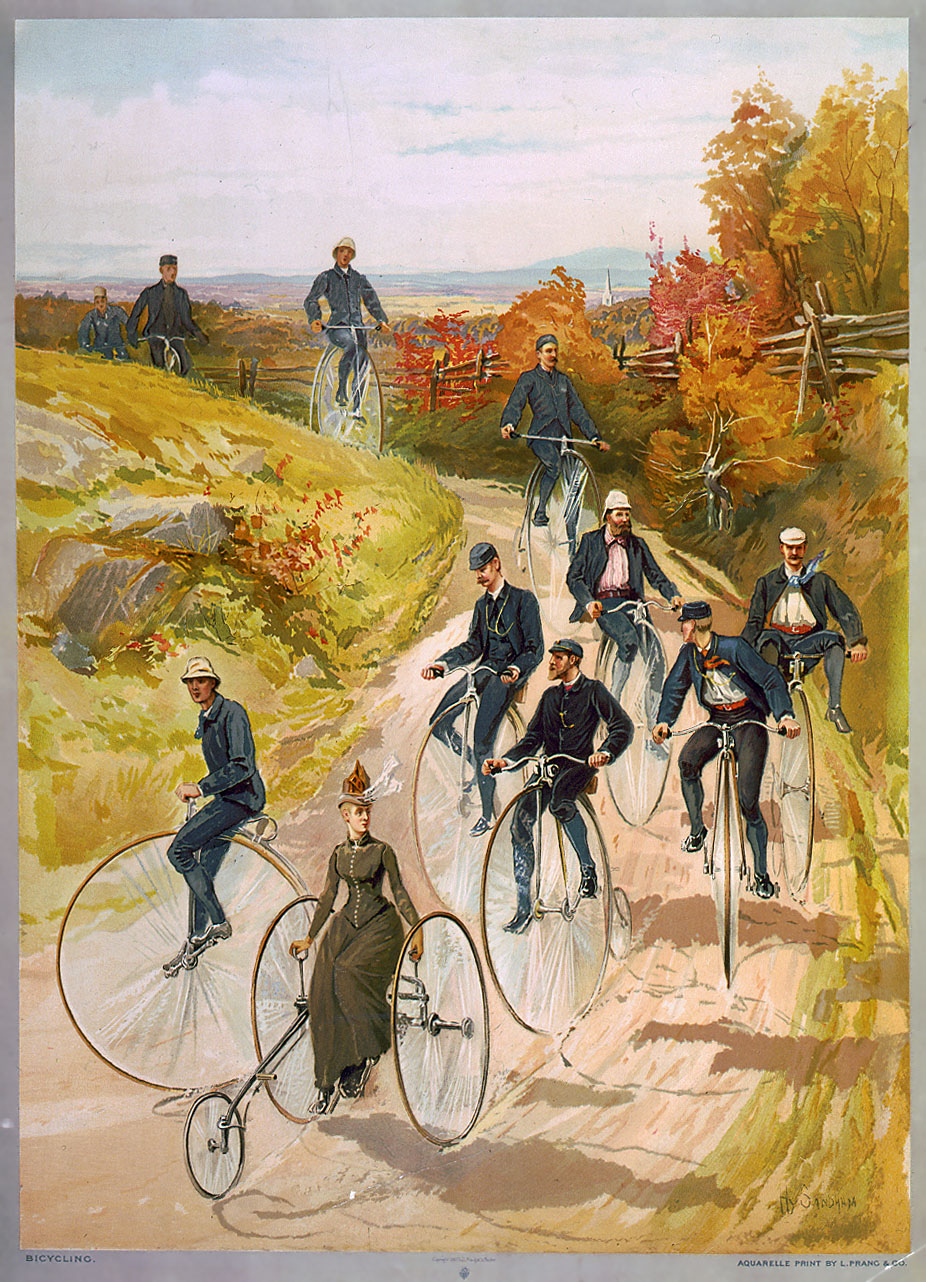
ペニー・ファージングで田舎を集団でサイクリングする人々（1887年）

愛好家同士が集まり、各地で様々なサイクリングクラブが設立された。イギリスのサイクリングクラブはこの時代に起源を持つものが多い。サイクリングクラブでは同一の派手なユニフォームを来て、厳格なクラブ会則を守り、集団でサイクリングを嗜むようになったが、サイクリングクラブ設立には愛好家同士の親睦を促すという理由もあった。
1878年には、「サイクリスト・ツーリング・クラブ」（Cyclists' Touring Club)が発足、イギリス各地でペニー・ファージングでは危険すぎる下り坂には警告看板を表示するなど愛好家同士での情報交換、ルート調査など地道な活動が行われ、スポーツとしての自転車文化を盛り立てた（このクラブは今も存続しており、2016年にCycling UKに改称）。
自転車旅
ペニー・ファージングを用いて長距離の自転車旅行も行うことができた。自転車による世界一周旅行をはじめて成功させたのもペニー・ファージングであり、トーマス・スティーブンスによって1884年から1887年にかけておこなわれた（日本にも訪れている）。

### 安全型自転車の登場と衰退
1884年には、BSA、ハンバー、マッカモン、スターレイ・アンド・サットンなどがチェーンによる後輪駆動の自転車の販売を開始した。これらは、走行性能こそ劣るものの、ペニー・ファージングが抱える危険性を排除できることから「安全型自転車」（セーフティ型）と呼ばれるようになる。
1885年にジェームズ・スターレーの甥であるジョン・ケンプ・スターレーが手掛けた車両「ローバーII安全型自転車」が、ペニー・ファージングを凌ぐ走行性能を示して好評となり、実用車としての自転車市場が開かれた。ペニー・ファージング型は実用車としては扱いにくく危険であるため、路上での居場所は次第に失われることになった。この頃からペニー・ファージングは後から登場した安全型と比較されつつ、「オーディナリー」（一般型）と呼ばれるようになり、安全型が次第に普及してゆくにつれ、ペニー・ファージングは姿を消していった。

### 現代の愛好家

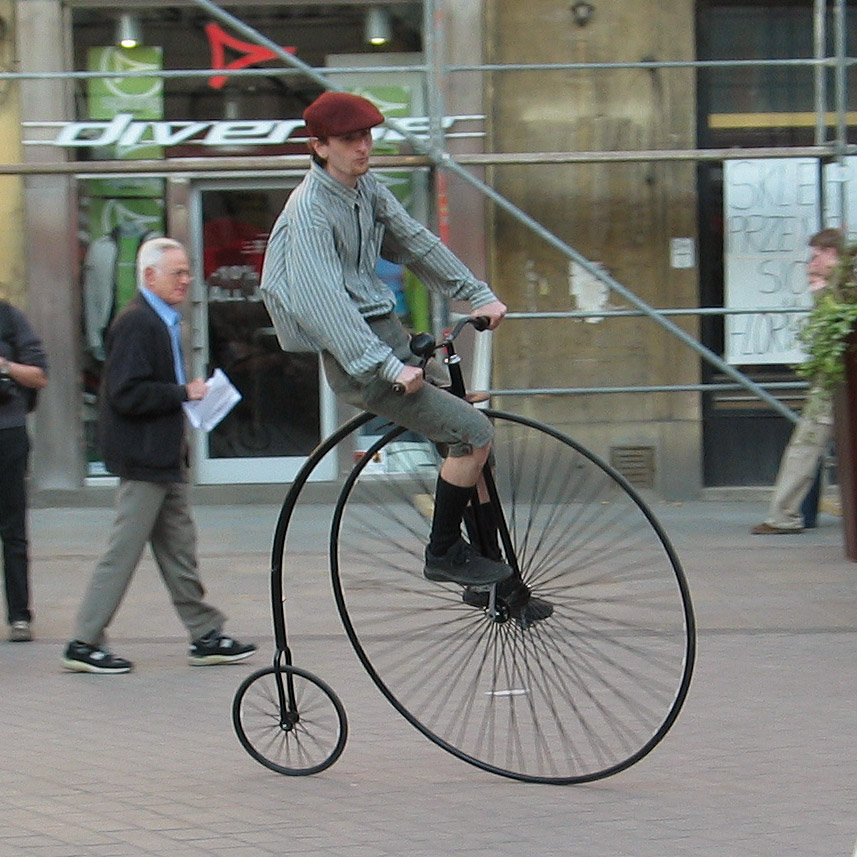
現代のペニー・ファージング愛好家

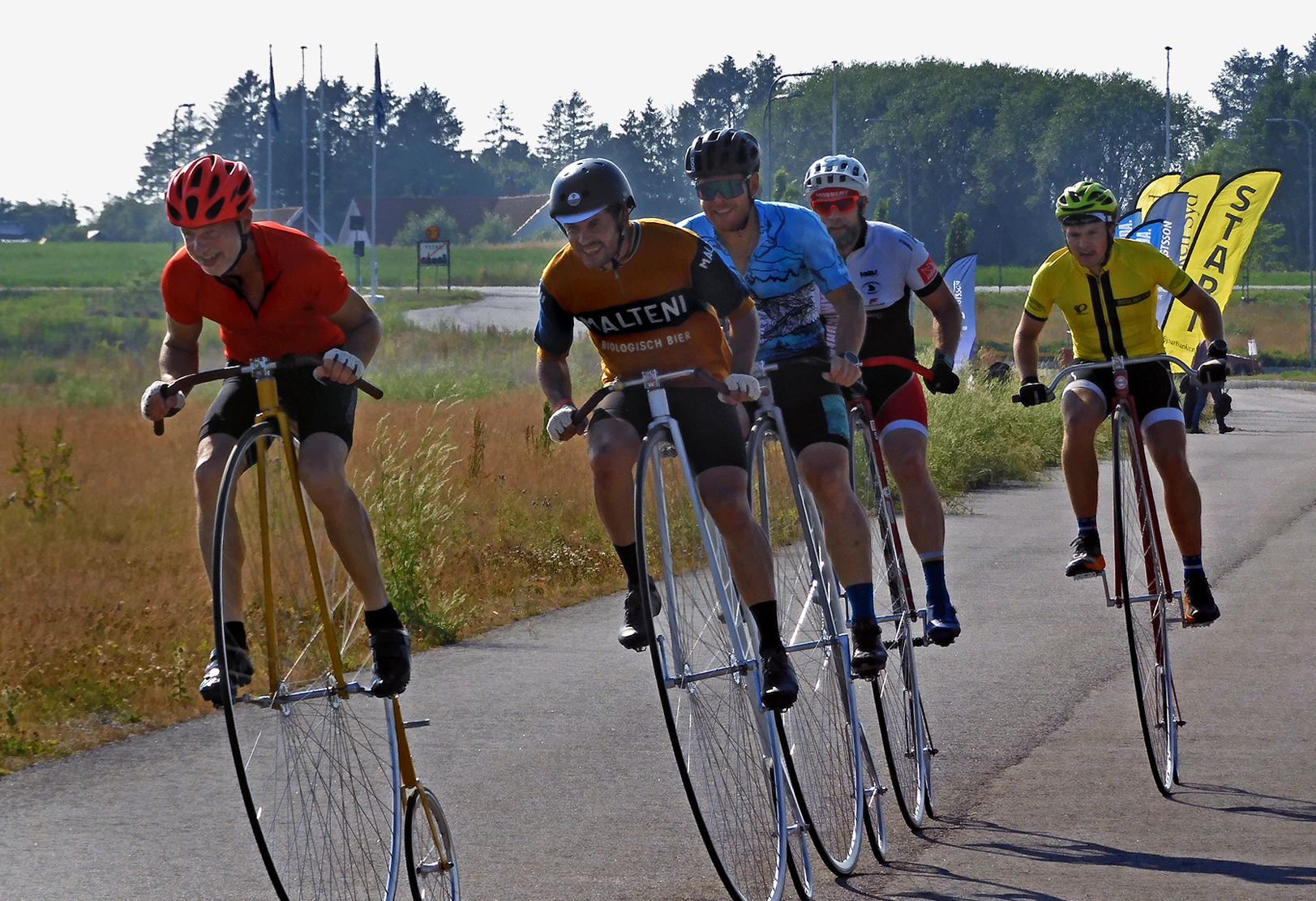
スウェーデン、イースタッドで撮影された2021年ハイホイール・レースの模様。

現在もペニー・ファージング愛好家は存在しており、オーストラリアのタスマニア島では毎年2月にナショナルカップが開催されているほか、スウェーデンでもスウェーデン・3デイズ・ハイホイール・レースが開催されている。またイギリス人ジョフ・サマーフィールドがペニー・ファージングで世界一周旅行を敢行している。

## 車体の特徴

### 巨大な前輪（駆動輪）
この形態に先立つベロシペードの構造を基礎として、前輪の車軸に直結されたペダル・クランクを回すことで駆動力を得る。このためペダルの一踏みで進める距離は、車輪の直径（円周）に比例し、人間の足でクランクを回せる速さに限界がある以上、速度を上げるためには車輪の直径を大きくするのが最も簡単である。様々な直径の車輪が、乗り手の体格に応じて、その内股の長さ目一杯の半径で作られ、大きなものでは直径が1.5メートルを超えるものもあった。そうすることで、ベロシペードとは比較にならないほどの大幅な高速化が可能になった。また大直径の車輪には適度な弾力があり、路面の凹凸から生じる振動をやわらげる効果が得られるため、別名「ボーンシェーカー（骨ゆすり）」などと揶揄されたベロシペードよりも格段に乗り心地が良くなった。さらに、車輪の直径を大きくすれば、その上にあるサドル の位置も高くなるため、あたかも馬に乗ったかのような見晴らしが得られ、これらの相乗効果によって、風を切って飛ぶように走る爽快感は格別であったと伝わる。
しかし巨大な前輪と、それにともなう高い着座位置には大きな欠点もあった。乗員はこの自転車にまたがった状態では全く地面に足が届かなくなってしまう。さらに直径の大きな前輪が操舵の役割を兼ねるために、ハンドルを切ったさいに車輪の縁が乗員の脚に接触するのを防ぐためには座席をハンドル軸の近くに置かざるを得ず、これにより座席の位置は車輪のてっぺん近くになるため、結果的に乗員の体重を含めた全体の重心の位置は、前輪の接地面のわずかに後方の、非常に高い位置に来ることになる。このため、仮にこの自転車に強力なブレーキを取り付けたとしても、ブレーキをかけた途端に、慣性が働く重心と前輪の接地面との位置関係により、車体ごと前方につんのめるように転倒してしまうことになり、乗員は高い位置から激しく地面に叩きつけられてしまう。したがって安全に急停止することは不可能である。このためブレーキはついてはおらず、後期になって申し訳程度についたものもあったが、ブレーキを強くかけると転倒するのでほとんど意味をなさなかった。

### 極端に小さな後輪
重心位置が前輪側に偏っているため、後輪にはあまり加重がかからず、また高速化のためには極力重量を削ることが有効であるため、後輪は極端に小さなものとなった。また高い着座位置に着くには通常の自転車のように横からまたがるのは不可能であり、後方からよじ登るような動作となるが、その際も小さな後輪は邪魔にならず好都合である。なお、後輪の上に位置するフレームの数箇所に、ステップが付けられており、これが乗車の足場となる。

## 関連項目

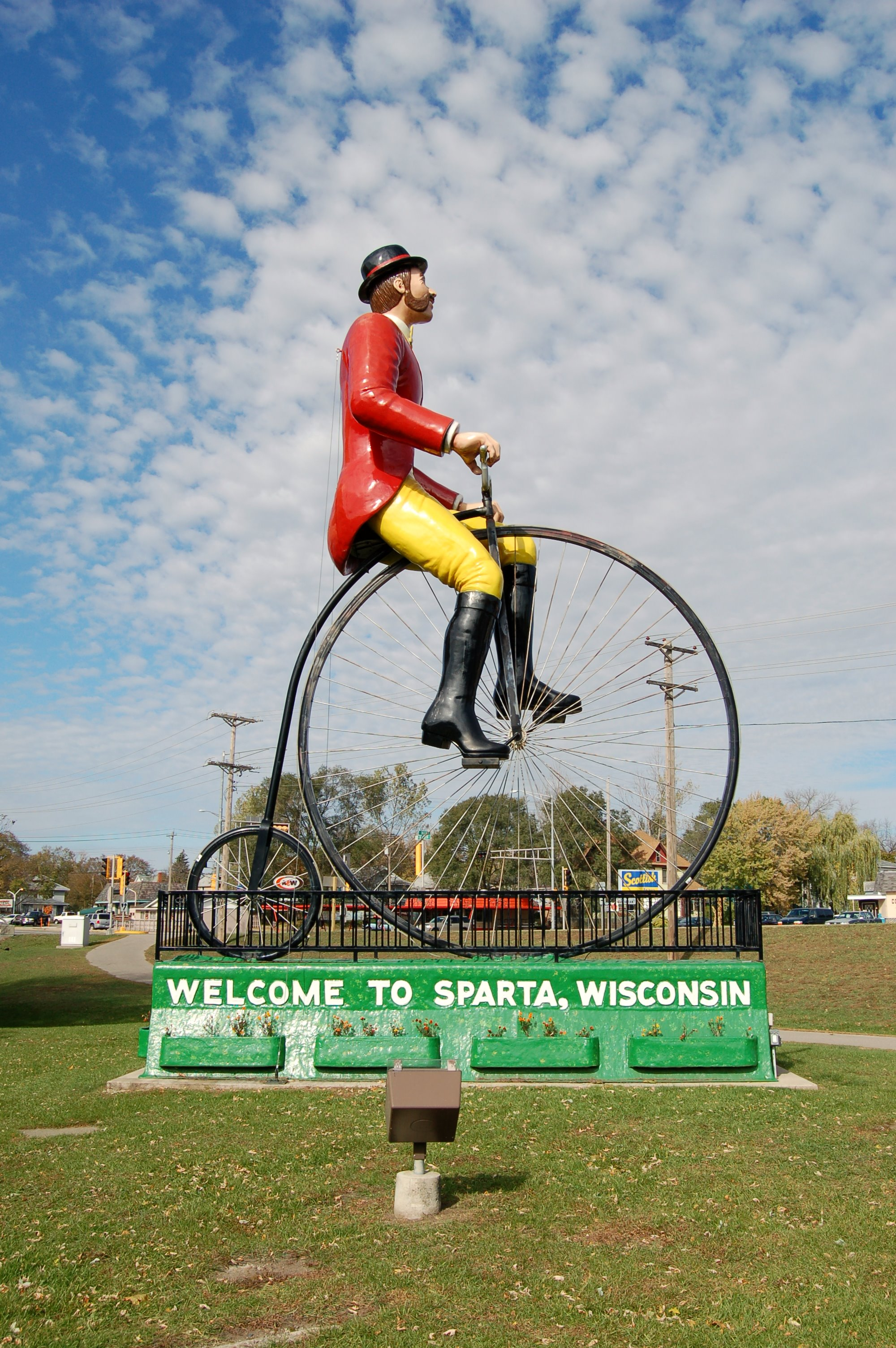
スパルタの市章の立像。

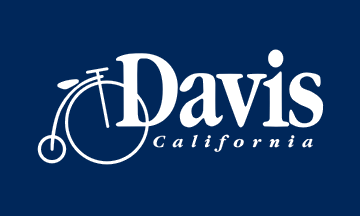
デイビスの市旗。

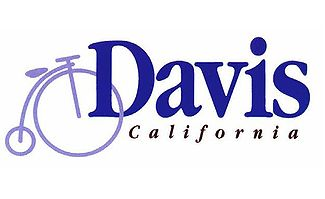
デイビスの市章。